# ليلة المليار (رواية)
ليلة المليار هي رواية الكاتبة السورية غادة السمان ونشرت سنة 1986. وتعد الرواية من أهم الروايات العربية التي نشرت في فترة الثمانينات. وتعتبر الرواية رواية تجريبية، حيث توظف غادة السمان أسلوب تيار الوعي. وتقوم غادة السمان بطرح مواضيع بصورة سردية ممتعة، مثل تناقض العرب والإنسان والثراء الفاحش.

## ملخص الرواية
تبدأ الرواية بتعرض منزل (خليل) وزوجته (كفى) إلى القصف بعد أن قتلت ابنتهما (وداد) في الحرب الأهلية اللبنانية. يهرب خليل وزوجته وإبنيهما إلى سويسرا بعد اجتياح إسرائيل للأراضي اللبنانية ومطاردتهم من قبل الأقرباء قبل الأعداء. وتصل العائلة إلى جنيف، ويتعرفوا على عرب مغتربين ويدخلون في عوالم متناقضة، منها عالم الثراء الفاحش والأغنياء المبذرين، ومنها عالم المناضلين، فتتصارع فكرتي (الثروة) و (الثورة) وبالتالي يواجه الشخصيات صراع نفسي من جهة وصراع جسدي من جهة أخرى. وتبين غادة السمان بأن الرحيل وترك الحرب هو ميزة لا يحظى بها إلا الأثرياء أو الأشخاص ذات وضعي مادي مستقر إلى حد ما وتنتقد هذه الفكرة وتنهي الرواية بسؤال «إن رحلنا جميعا، من يقص الخيط؟»

## نقد أدبي
بالرغم من كون غادة السمان رائدة في الرواية السورية، إلا أن (ليلة المليار) تعكس وضع المناضل اللبناني وأوضاع اللبنانيين المغتربين. واعتبر بعض النقاد أسلوب غادة السمان - عامة - وأسلوبها في رواية (ليلة المليار) خاصة مستوحى من الثقافة الغربية. حيث أن فترة نشاطها الأدبي والكتابي كانت خلال فترة الانفتاح الثقافة العربية على الثقافة الغربية. فمثلا نسب توظيفها لأسلوب تيار الوعي والوجودية العلمانية والنسوية إلى تأثرها بالثقافة الغربية. ورغم من أن غادة سمان كانت متأثرة إلى درجة ما، إلا أنها لم تتأثر تماما، وأعمالها تبين وعيها، حيث من أهم المواضيع التي تناقشها غادة السمان في كتبها هي وحشية الاستعمار الأوروبي، فإذا لم توظف هذه الصور لتجميل صورة الغرب.

## اقتباسات من الرواية
“لقد بدأت الخطيئة يوم رضينا بالتخلي عن الديموقراطية لتكون الأولوية لضرورات التحرير..... غاب عن بالنا أن شعبا من العبيد لا يستطيع تحرير أرضه أو أرض سواه."